# Paolo Gentiloni
Paolo Gentiloni Silveri [páolo džentilóni], italijanski politik, * 22. november 1954, Rim.
Gentiloni je nekdanji predsednik vlade Italije in aktualni evropski komisar za ekonomijo.

## Zgodnje življenje
Potomec grofa Gentilonija Silverija, Paolo Gentiloni, je v sorodu z italijanskim politikom Vincenzom Ottorinom Gentilonijem, ki je bil vodja konservativne katoliške volilne unije in ključni zaveznik dolgoletnega premierja Giovannija Giolittija. Če bi Kraljevina Italija še obstajala, bi imel Gentiloni naslove Nobile iz Filottrana, Nobile iz Cingolija in Nobile iz Macerate.
Gentiloni se je rodil v Rimu leta 1954, v otroštvu je obiskoval inštitut Montessori, kjer je postal prijatelj Agnese Moro, hčerke Alda Moroja, krščansko-demokratičnega voditelja in premierja. V zgodnjih sedemdesetih letih je v Rimu obiskoval klasični licej Torquato Tasso; diplomiral je iz političnih znanosti na rimski univerzi Sapienza. Gentiloni je bil, preden je vstopil v politiko, profesionalni novinar.
Leta 1989 se je poročil z arhitektko Emanuelo Mauro; nimata otrok. Gentiloni tekoče govori angleško, francosko in nemško.

## Politična kariera
Gentiloni je ustanovni član italijanske Demokratske stranke, ki ji je tudi predsedoval od marca 2019 do februarja 2020. Gentiloni je bil minister za zunanje zadeve od 31. oktobra 2014 do decembra 2016, ko ga je predsednik Sergio Mattarella imenoval na mesto ministrskega predsednika Italijanske republike. Prej je bil minister za komunikacije med letoma 2006 in 2008, v času druge vlade Romana Prodija.
Kljub temu, da je bil na začetku mandata začasni premier, je v letu in pol pravega mandata spodbudil izvajanje in odobritev več reform, kot sta vnaprejšnja direktiva o zdravstvenem varstvu in nov volilni zakon. Njegova vlada je uvedla tudi strožja pravila glede priseljevanja v Italijo in glede socialne varnosti, da bi preprečila evropsko migracijsko krizo.
Za Gentilonijevo zunanjo politiko je bilo značilno močno evropsko stališče; vzpostavil je tudi vrsto tesnih odnosov z arabskimi državami Perzijskega zaliva, začel naložbeno politiko do Afrike in po letih napetosti normaliziral italijanske odnose z Indijo.
1. decembra 2019 je nastopil mandat evropskega komisarja za ekonomijo v komisiji Ursule von der Leyen.